# ジョン・ボール (博物学者)

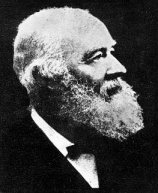
ジョン・ボール

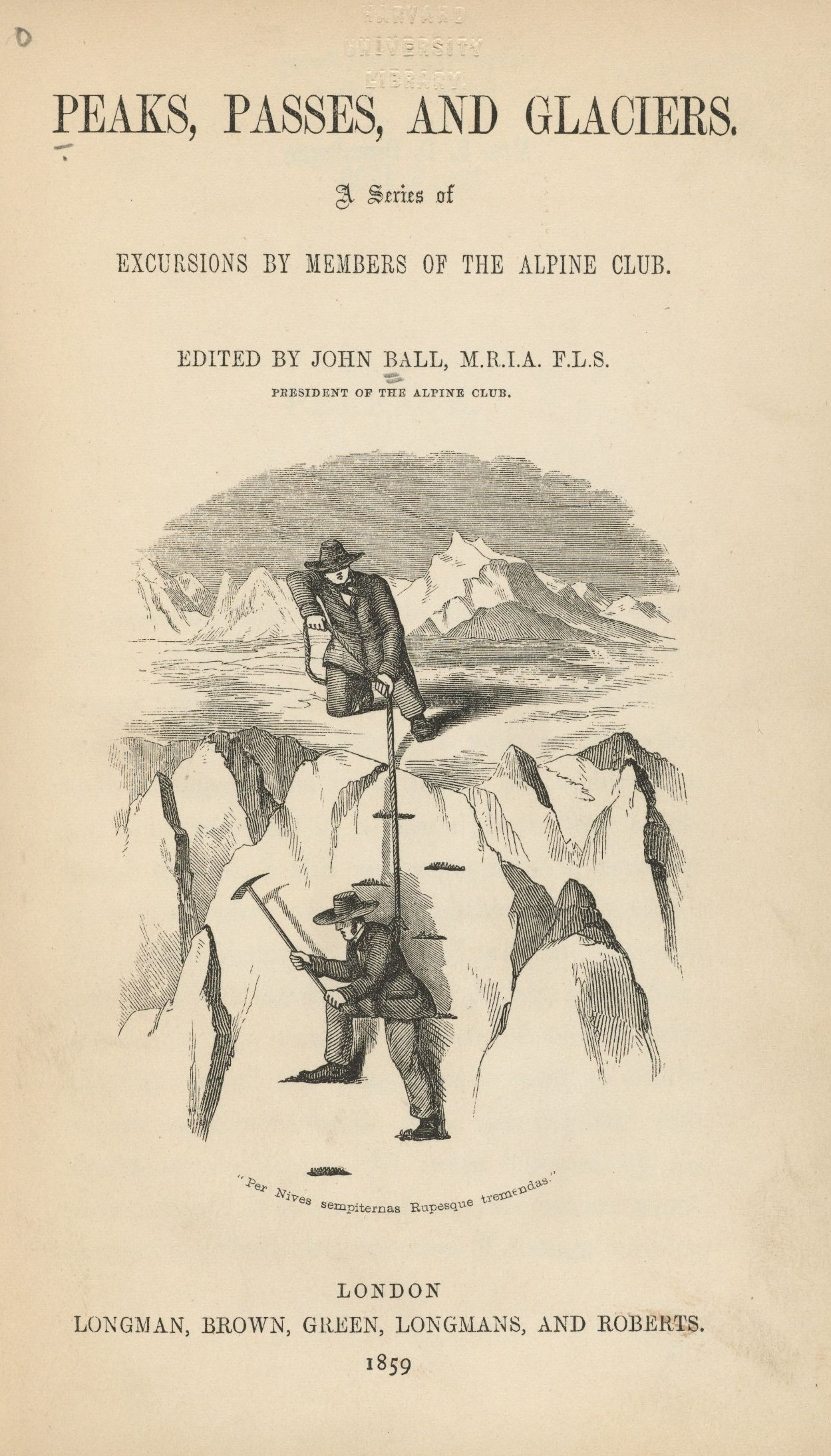
ボールが編集したPeaks, Passes, and Glaciersの表紙

ジョン・ボール（John Ball、1818年8月20日 – 1889年10月21日）は、アイルランド出身の政治家、博物学者、登山家である。

## 略歴
ダブリンで生まれた。バーミンガムのオスコット・カレッジで学んだ後、ケンブリッジ大学のクライスト・カレッジに進んだ。若い頃から、博物学、特に植物学に興味を示した。ケンブリッジ大学を卒業後、スイスやその他の国を旅し、科学雑誌に植物学やスイスの氷河に関する記事を寄稿した。
1846年に救貧法委員（Poor-Law Commissioner）の助手となり、1848年にスライゴのイギリス庶民院議員候補になるが落選し、再び救貧法委員を務めた後、1852年にカーロー郡選挙で当選した。クリミア戦争への参戦に関する論争で注目され、首相を務めたパーマストン子爵によって、1855年に植民地省の政務次官に任じられ、2年間その職を続けた。植民地省では科学的な分野に貢献し、カナダへの科学探検隊の派遣や、ウィリアム・ジャクソン・フッカーとともに植民地の植物の体系的な知識の収集を支援した。
1858年の選挙で落選し、政治家をやめ博物学研究に専念することになった。1857年に創立された英国山岳会の初代会長に就任し、登山家として記憶されることになった。著書の"Alpine Guide" (London, 1863–1868)は多くの登山と旅行の記録で、登山中に観察したことが、明瞭で興味をひく文章で記録された。標高3168ｍのイタリアのドロミテにあるモンテ・ペルモ(3186m)に初めて登頂した。モロッコ(1871) や南アメリカ (1882)の旅の記録は科学的価値の高いものであると評価されている。